# FS E.492
Die Baureihe E.492 sind für die sardischen Strecken der FS gebaute elektrische Lokomotiven.

## Geschichte
In den 1980er Jahren war geplant, Sardiniens Regelspurstrecken Cagliari–Golfo Aranci und –Porto Torres zu elektrifizieren. Wegen der isolierten Lage der Strecken entschied man sich für die Nutzung von 25 kV Wechselspannung bei 50 Hz statt des auf dem Festland bei den FS verwendeten 3-kV-Gleichstromsystems. Zwischen 1986 und 1990 wurden von FIAT-Ansaldo für die zu elektrifizierenden Strecken 25 Lokomotiven gebaut, 19 Stück der Baureihe E.491 und sechs Stück der Baureihe E.492. Technisch sind die Lokomotiven beider Baureihen nahezu identisch, sie unterscheiden sich nur bei der Höchstgeschwindigkeit. Die E.491 waren für 140, die E.492 für 160 km/h zugelassen.
Die Elektrifizierungsarbeiten liefen nur schleppend, es kam nur zur Aufstellung von Fahrleitungsmasten im Bahnhof Cagliari und auf den angrenzenden Streckenkilometern. Nach 2000 wurden die Arbeiten völlig abgebrochen. Weil es nicht zur Inbetriebnahme kam, waren die Lokomotiven mehr als zehn Jahre lang abgestellt, da sie auf den mit 3 kV Gleichstrom elektrifizierten Strecken nicht eingesetzt werden können. Abgesehen von einigen Probefahrten sind die Fahrzeuge nie gefahren.
Eine Lokomotive, die E.492.004, war im Jahr 2001 zu Testfahrten in Ungarn. Die Ungarische Staatsbahn (MÁV) beabsichtigte – erfolgreiche Testfahrten vorausgesetzt –, alle 25 Exemplare der beiden Baureihen zu kaufen, da dies als kostengünstiger als Renovierungen der Elektrolokomotiven der Baureihe V 43 erachtet worden war. Die Loks sollten auf den Strecken Budapest–Székesfehérvár–Szombathely und Budapest-Hegyeshalom eingesetzt werden. Daher erfolgten die Testfahrten auch auf diesen Strecken. Nach einer Testphase von drei Monaten entschied die MÁV, die Lokomotiven nicht zu kaufen.